# Xolmis irupero
Xolmis irupero là một loài chim trong họ Tyrannidae.